# Platycerus tabanai taibaishanensis
Platycerus tabanai taibaishanensis es una subespecie de coleóptero de la familia Lucanidae.

## Distribución geográfica
Habita en Shaanxi (China).